# Lijst van beschermd erfgoed in Lijsem
Onderstaande tabel geeft een overzicht van de beschermde erfgoederen in de gemeente Lijsem. Het beschermd erfgoed maakt deel uit van het cultureel erfgoed in België.
| Object                                                | Bouwjaar/architect | Deelgemeente | Adres                  | Coördinaten                  | Nummer?                | Afbeelding                                            |
| ----------------------------------------------------- | ------------------ | ------------ | ---------------------- | ---------------------------- | ---------------------- | ----------------------------------------------------- |
| Ruines oude kerk Saint-Pierre                         |                    | Lincent      | rue de la Fontaine 8   | 50° 42' 37" NB, 5° 1' 53" OL | 64047-CLT-0001-01 Info | Ruines oude kerk Saint-Pierre                         |
| Kerk Saint-Christophe                                 |                    | Racour       |                        | 50° 44' 20" NB, 5° 1' 47" OL | 64047-CLT-0002-01 Info | Kerk Saint-Christophe                                 |
| Pastorie (gevels en daken), muur rond tuin en portaal |                    | Racour       | rue Saint-Christophe 2 | 50° 44' 18" NB, 5° 1' 47" OL | 64047-CLT-0003-01 Info | Pastorie (gevels en daken), muur rond tuin en portaal |